# 戈夫岛

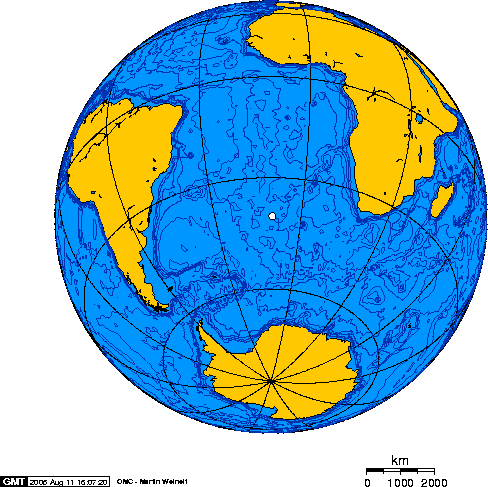
正投影圖

戈夫岛（英語：Gough Island）是一个南大西洋的火山岛，属于特里斯坦-达库尼亚且是英国海外领地圣赫勒拿、阿森松和特里斯坦-达库尼亚的一部分。它是一个无人定居岛，但南非国家南极计划从1956年起在该岛为其气象站一直驻扎有人员（通常是6个人）。该岛是世界上最偏远的有人长期居留的地方之一。1505 年左右由葡萄牙人貢薩洛·阿爾瓦雷斯 (Gonçalo Álvares) 發現，並命名為迭戈·阿爾瓦雷斯島。 1731 年被英國里士滿號船的查爾斯·戈夫船長重新發現，後來英國和美國的海豹獵人於 1804 年抵達該島，並被獵人稱為高夫島。雖然有在島上短期逗留捕鯨和海豹的案例，但沒有人長期定居。然而，自 1811 年以來，科學家們定期訪問該島。與此同時，高夫島於 1938 年成為英國領土。 1955 年，英國科學家首先建立了永久性觀測設施。

## 地理与地质学
戈夫岛最高海拔900米。依照南非国家南极计划的统计，该岛面积为91平方公里。
戈夫岛是一个偏远和孤独的地方，位于特里斯坦-达库尼亚群岛西南大概400公里。该岛拥有原生树木，属于桉树的近亲。该岛还是野生动物保护区，有独特的生态系统，已被指定为世界遗产。有不少本地特有物种：戈夫岛雀、高夫鹀、北方跳岩企鹅、特里斯坦信天翁、凯尔盖朗海燕、大西洋海燕、灰海燕、南极燕鸥、南贼鸥等。